# レアルポリティーク
レアルポリティーク（ドイツ語：Realpolitik）、または日本語で現実政治（げんじつせいじ）は、ルードヴィヒ・フォン・ロハウが1853年に提唱した、イデオロギー、理想、倫理ではなく利害に従って権力を行使して行われる政治のあり方。国家間の外交においては執拗な国益の追求と関連する。ロハウなどによると、「力の自然法則の現実」によって導かれるオットー・フォン・ビスマルクの外交政策を現実政治の概念はよく表している。
John Bewによれば、強者は正当性だけで打ち倒せるものではなく権力と政治を理解して現実的な手法で目標を達成しようとすべきだということを革命に失敗したリベラルに向けて説いたのがロハウの当初の意図であり、現代の「レアルポリティーク」の解釈はそこから乖離している。